# Construcció tova amb mongetes bullides
Construcció tova amb mongetes bullides (Premonició de la Guerra Civil) és un quadre realitzat pel pintor Salvador Dalí el 1936. L'obra, d'estil surrealista, està pintada a l'oli sobre llenç i fa 100 × 99 cm. Actualment es troba en el Philadelphia Museum of Art.

## Composició
Aquesta obra és una de les més agressives pintades mai. Mostra l'horror de la Guerra Civil espanyola que es va iniciar l'any en què va ser pintada. En realitat, Dalí va acabar l'obra sis mesos abans de l'esclat de la guerra i, fins que va passar aquest esdeveniment, la pintura no va tenir el subtítol "Premonició de la Guerra Civil". Així i tot, Dalí intuïa la imminència d'una guerra i pinta un monstre amorf de carns que s'escanyen les unes amb les altres.
La figura està constituïda per una cama i una extremitat de la qual en sorgeix una altra. Aquestes dues parts s'intenten esbocinar. Sota el monstre amorf hi ha un peu, el qual té un dit de grans dimensions. A dalt hi ha un cap somrient inclinat cap amunt, que sembla encegat pel sol. Aquest cap recorda molt la pintura de Francisco de Goya y Lucientes Saturn devorant un fill, de caràcter ombrívol i terrorífic.
La pintura també s'inspira en El Colós de Goya, obra suggerida pels horrors de la invasió d'Espanya durant les guerres napoleòniques. No obstant això, la creació de Dalí és encara més visionària que la de Goya.
Com en altres obres de Dalí, l'element principal del títol del quadre (les mongetes o fesols) es troben en una part minúscula del quadre, només com un element secundari, recordant La girafa cremant que surt en un tercer pla molt allunyat. Les mongetes cuites són una de les freqüents al·lusions de Dalí al menjar en les seves obres. Reflecteixen el caràcter nutritiu que ell atorga fins i tot a l'arquitectura:
| « | Només cal dir que el model no podria existir per a mi si no és en forma de metàfora intestinal. No només el model, sinó la mateixa objectivitat ha estat menjar. Per tant, jo no puc pintar més que a través de certs sistemes de deliri de la digestió. | » |

Al centre del quadre hi ha un paravent i, a l'esquerra, un home, còpia d'una altra pintura de Dalí, El farmacèutic de l'Empordà, que no busca absolutament res.
El fons és un paisatge rocós, semidesèrtic i muntanyenc. El cel, pintat d'una forma extraordinària, mostra alguns núvols de color verd clar i blau fosc. L'escena es desenvolupa a l'Empordà, a la zona de Cadaqués, Figueres i Port Lligat, els llocs més propers a Dalí. Dalí ja havia tingut una breu experiència de guerra civil quan, el 1934, es va proclamar la República Catalana i el pintor va fugir a França a causa dels desordres produïts.